# WTA Cleveland

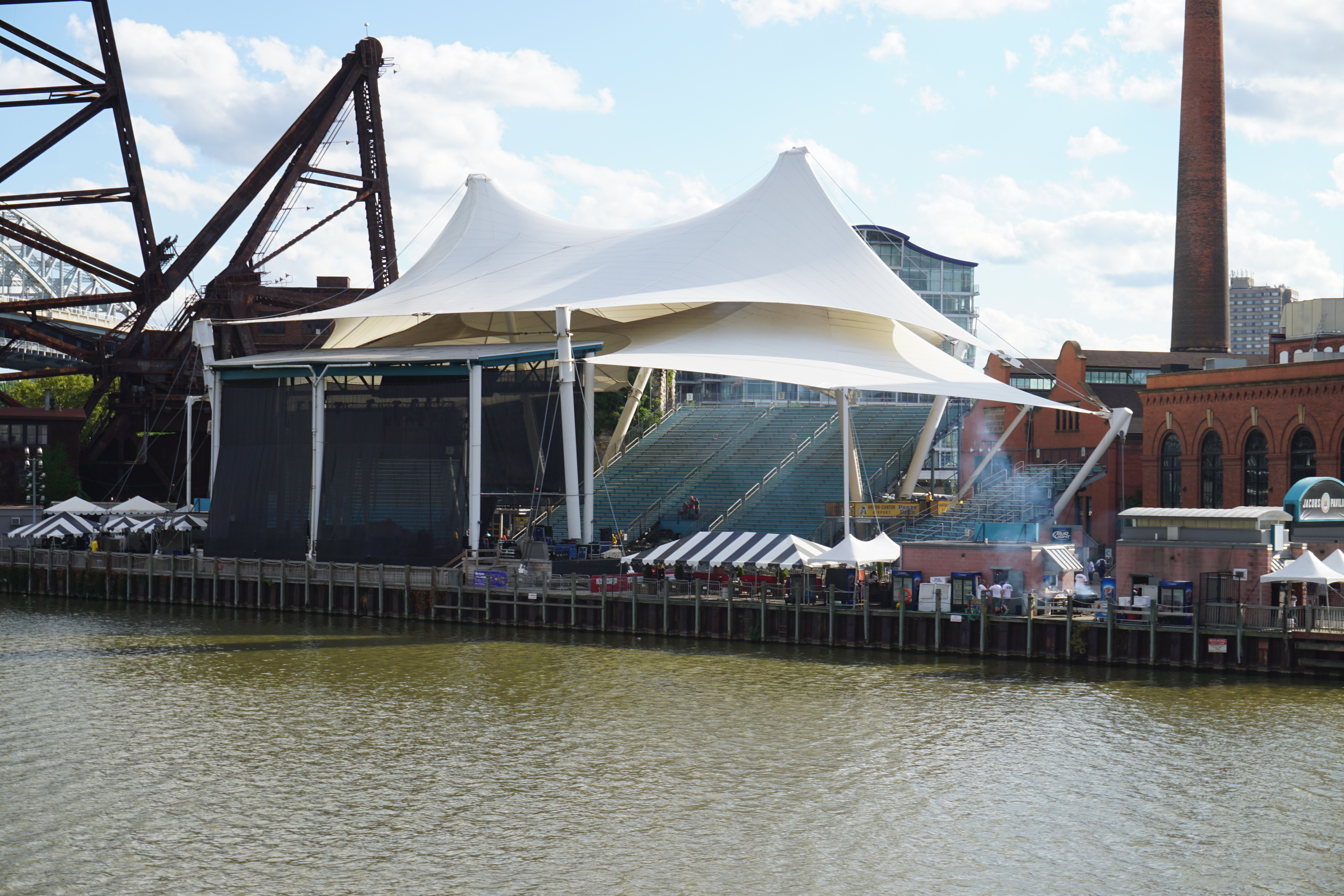
Jacobs Pavilion (2017)

Das WTA Cleveland (offiziell: Tennis in the Land) ist ein Tennisturnier der Kategorie WTA 250 der WTA Tour, das in Cleveland erstmals 2021 ausgetragen wurde.
Spielstätte für das Turnier in Cleveland ist die Tennisanlage beim Jacobs Pavilion.

## Siegerliste

### Einzel
| Jahr               | Siegerin            | Finalgegnerin           | Ergebnis      |
| ------------------ | ------------------- | ----------------------- | ------------- |
| ↓ Kategorie: 250 ↓ |                     |                         |               |
| 2021               | Anett Kontaveit     | Irina-Camelia Begu      | 7:65, 6:4     |
| 2022               | Ljudmila Samsonowa  | Aljaksandra Sasnowitsch | 6:1, 6:3      |
| 2023               | Sara Sorribes Tormo | Jekaterina Alexandrowa  | 3:6, 6:4, 6:4 |
| 2024               | McCartney Kessler   | Beatriz Haddad Maia     | 1:6, 6:1, 7:5 |

### Doppel
| Jahr               | Siegerinnen                          | Finalgegnerinnen                     | Ergebnis          |
| ------------------ | ------------------------------------ | ------------------------------------ | ----------------- |
| ↓ Kategorie: 250 ↓ |                                      |                                      |                   |
| 2021               | Shūko Aoyama Ena Shibahara           | Sania Mirza Christina McHale         | 7:5, 6:3          |
| 2022               | Nicole Melichar-Martinez Ellen Perez | Anna Danilina Aleksandra Krunić      | 7.5, 6:3          |
| 2023               | Miyu Katō Aldila Sutjiadi            | Nicole Melichar-Martinez Ellen Perez | 6:4, 6:74, [10:8] |
| 2024               | Cristina Bucșa Xu Yifan              | Shūko Aoyama Eri Hozumi              | 3:6, 6:3, [10:6]  |